# 竹内久盛
竹内 久盛（たけのうち ひさもり、文亀3年（1503年） - 文禄4年6月6日（1595年7月12日）?）は、日本の戦国時代の武将、兵法家。古武道竹内流の開祖。中務太夫。前名、垪和久幸。

## 経歴
美作国久米郡垪和庄（現・美咲町）の清和源氏庶流・垪和氏、垪和幸次の子で、西垪和に一ノ瀬城を築き、1万3千石を領したという。同族の杉山為就の養子として育てられた。片山伯耆流を起こした片山久安（伯耆守、1574年 - 1650年）は久盛の弟とされる。
竹内家伝『竹内系書古語伝記』によれば、久盛は幼いころより剣を好み、天文元年（1532年）6月、西垪和三の宮に参篭しての修行により小具足、早縄など5つの術を習得、これを「腰之廻」と名づけた。
天正年間に宇喜多直家と戦うが敗れ、逃れて播磨国三木城の別所長治に仕えた。これについて、『日本剣豪100選』の綿谷雪は、天正5 - 6年ごろの作州竹山城侍帖に「大原梅ガ枝、竹内中務」との記載があることから、久盛はこのころ新免無二に仕えて大原（現・美作市）に在住しており、三木城で仕えたというのは誤伝であろう、と述べている。
のちに帰郷し、和田村石丸（現在の岡山市北区建部町和田南）に住んだ。晩年は久米郡稲荷山城主・原田三河守の孫、弥右衛門に養われ、文禄4年（1595年）6月6日に没したとされるが、没年には異説があり、墓所と称するものもいくつかあって正しい墓は判別できていない。

## 竹内流の道統
竹内流は、久盛の三男竹内久勝（藤一郎、常陸介）が継承して二代目となった。久勝の子、竹内久吉（加賀介）が三代目を継ぎ、以降現代まで宗家が岡山市北区建部町角石谷で継承されている（現在14代目竹内藤一郎）。
久盛の次男、左源太は竹内五郎右衛門と改めて、竹内畝流捕手と新流剣術を開創した。久盛の門人二上正聡（半之丞）は双水執流組打腰之廻を起こした。また、久勝の門人田辺長常（八左衛門）は田辺流管槍、久吉の門人高木馬之輔は高木流体術、同じく荒木秀縄（無人斎）は荒木無人斎流の流祖となった。難波久永（一甫斎、難波一甫流）は久吉の子、四代目竹内久次（藤一郎、源太）の門人とされる。

## エピソード

### 「腰之廻」の案出
『尾陽武芸師家旧話』では、久盛が竹内流を編み出したときの様子を以下のように伝えている。
久盛は、5尺に足りない短躯であったため、小兵でも剛強の男に勝てる武技を案出しようと三の宮の深山に篭り、37日間の断食行を始めた。満願の日、久盛の前に一人の山伏が現れた。山伏は花枝を1尺2寸に切り、葛かずらを7尺5寸に切り、早縄として5つの捕手術、25の腰之廻を伝授した。このことから、木刀は1尺2寸、捕縄は7尺5寸、色は紫（葛の色）を用いることになった。

### 片山伯耆との早駆け
久盛が一ノ瀬城にいたころ、弟の片山伯耆守久安が年始の挨拶にやって来た。久安が3尺3寸という異常に長い太刀を差しているのを見た久盛は、「お前が武技に優れていることはよく知っているが、それにしてもそのような大業物では抜刀に差し支えるであろう。もっと短い刀にした方がよい」と戒めた。
祝儀の酒盛りがすむと、新年の乗り初めとなり、兄弟は馬を並べて早駆けをした。弟の久安は、長太刀を差したまま乗馬し、早駆けの途中でその長太刀を馬上で素早く抜いたかと思うと、片手綱で駆けながら数十回振り回し、体を一ひねりさせて太刀を鞘に収めた。見ていた久盛、「やあやあ、見事にやりおった。わしもやってみよう」といって2尺3寸の佩刀を抜き放ってしばらく振り回したまではよかったが、駆けながら鞘に収めることがどうしてもできず、やむなく刀を草むらに投げ出して駆け戻った。久盛は「参った。抜くには抜いたが、鞘に収めるのに手こずるとは。さきほどはお前に長太刀は無用といったが、取り消す。これからはいくらでも長い太刀を差すがよい」といい、以後は自身も長太刀を供の者に担がせて歩くようになった。
これには後日談がある。岩屋城主・中村氏と親交があった久盛は、あるとき、供を連れて岩屋城に向かった。弟の影響で、供の一人には愛用の長太刀を担がせていた。乗馬のまま久米川を渡っていたとき、2尺もある川の鯉が馬に驚いて空中に跳ねた。その瞬間、中間の担いでいた太刀に久盛の手がかかった、と見る間に片手綱のまま抜き打ちし、鯉は真っ二つになった。それを中間がすくい取り、岩屋城で料理して中村に食べさせたという。

### 高畠大膳の弟子入り
備中国に高畠益友（大膳）という大力剛勇で知られる郷侍がいた。あるとき高畠は久盛を招いて、「あなたは捕手の名人と聞くが、拙者のような者でも組み伏せることができるかどうか、やってごらんなさい」といった。久盛は「いかにも貴殿のような大力無双の方でも取り押さえられます。しかし、この技は機に付け入るのが肝要で、さあ捕ってみよなどと構えられては、なかなか捕りにくいものでして」と答えた。「難しいですか。」「いや、なにかのきっかけさえあれば。」「と申すと？」「あ、ちょっと。貴殿の後ろの薙刀がころげました。」「え？」と高畠が後ろを振り返った瞬間、久盛は高畠に飛びかかって倒し、素早く縄をかけてしまった。力に物を言わせてはね起きようとした高畠の鼻先に、懐剣が突きつけられ、「これこれ、死人がそう動いてはいけませんよ」と久盛が静かな声でいった。舌を巻いた高畠は久盛の門人になった。